# Avon (Massachusetts)
Pour les articles homonymes, voir Avon.
Avon est une ville du Comté de Norfolk au Massachusetts, fondée en 1700.
Sa population était de 4 356 habitants en 2010.